# Piper martinense
Piper martinense är en pepparväxtart som beskrevs av William Trelease. Piper martinense ingår i släktet Piper och familjen pepparväxter. Inga underarter finns listade i Catalogue of Life.